# Luka Ciganović
Luka Ciganović (Ragusa, 12 gennaio 1915 – Ragusa, 9 gennaio 1994) è stato un pallanuotista jugoslavo.
Ha partecipato alle Olimpiadi estive del 1936 e del 1948.